# Sally Fox
Sally Fox (Palo Alto, California, 1959) es una productora de algodón que cultiva variedades de algodón de colores naturales. Creó FoxFibre donde patentó varias de las semillas de algodón natural de colores y fundó la compañía Natural Cotton Colors Inc. Fox creó la primera especie de algodón de color respetuoso con el medio ambiente que podría hilarse en una máquina.
Fox ha sido llamada "pionera del algodón" por sus esfuerzos con el algodón orgánico y el color.

## Biografía
Fox nació en 1959 en Woodside, California, era la sexta de siete hijos, sus padres eran agentes inmobiliarios. A la edad de siete años, su familia se mudó a Menlo Park.
Sally Fox se interesó por primera vez en las fibras de algodón a la edad de 12 años, después de comprar su primer huso con dinero que consiguió cuidando niños, creó varios hilos de algodón a partir de objetos domésticos como la ropa de cama.
En la escuela secundaria, una profesora de entomología y, después, de Stanford Ph.D., Elizabeth Wangari, inspiró a Fox para que se interesase por los insectos. Wangari ayudó a Fox a obtener una pasantía en Zoecon Corporation en Palo Alto. Fox se especializó en biología y entomología en la Universidad Politécnica del Estado de California en San Luis Obispo.
Después de su graduación, Fox se unió al Cuerpo de Paz y viajó a Gambia, África Occidental, para aprender sobre los factores ambientales que perjudican los cultivos locales de arroz y maní. Fue aquí donde se expuso por primera vez, tanto social como físicamente, a los peligros de los pesticidas como el DDT. Fox enseñó clases de seguridad con respecto al uso de pesticidas, pero se vio obligado a regresar a casa después de enfermar debido a la exposición.Tras su paso por el Cuerpo de Paz, Fox amplió su educación al obtener una maestría en manejo integrado de plagas de la Universidad de California en Riverside.

### Inspiración para cultivar algodón de color
A principios de la década de 1980, Fox comenzó a buscar trabajo. Sin embargo, la caída económica de la industria agrícola durante este período de tiempo creó un mercado laboral escaso. Fox encontró trabajo por primera vez como polinizador para un criador de algodón en California. Durante este trabajo, Fox descubrió una bolsa de semillas que producía algodón marrón resistente a las plagas. Después de una sugerencia de su empleador, Fox extendió el algodón y dejó su trabajo para plantar sus primeros campos de algodón de color natural.

## Natural Cotton Colors Inc.
Fox es la fundadora y propietaria de la empresa Natural Cotton Colors Inc. El avance de Fox ocurrió en 1988 en la Universidad Tecnológica de Texas, cuando produjo con éxito su primera especie de algodón de color natural que podría hilarse en una máquina. Después de una venta en una fábrica textil japonesa, Fox renunció a su trabajo en Sandoz Crop Protection y fundó Natural Cotton Colors Inc., estableciendo su base en Wasco, California.
La segunda venta importante de Fox se produjo en 1989, cuando vendió 122 fanegas de algodón a una fábrica japonesa. Después de estas ventas, Fox obtuvo Certificados de Protección de Variedades Vegetales (el equivalente de patentes para plantas) y registró su marca de algodón: FoxFibre. No mucho después, LL Bean y Land's End hicieron pedidos importantes para FoxFibre. El negocio de Fox, Natural Cotton Colors, pronto se convirtió en una empresa por valor de 10 millones de dólares. 
Sally Fox y FoxFibre superaron importantes obstáculos para obtener su algodón. Los productores de algodón del sur de California, que temían que la cosecha contaminaría sus propios productos, presionaron para que se reforzara la legislación de principios del siglo XX que establecía leyes estrictas sobre el proceso de cultivo de Fox y sus campos. En 1993, se mudó a Arizona. Pero en 1999, los productores de algodón de Arizona presionaron por leyes similares en los campos de Fox, lo que hizo que Fox se mudara una vez más, esta vez al norte de California. La compañía afrontó nuevas barreras cuando, entre 1990 y 1995, la mayoría de las hilanderías en Europa, Japón y Estados Unidos cerraron, posiblemente en un esfuerzo por promover la globalización y la industrialización.

### FoxFibre
FoxFibre es el nombre patentado de las diversas semillas de algodón cultivado orgánicamente y de color natural. Diferentes colores disponibles para las industrias textiles, incluyendo Redwood, Coyote, New Green y Buffalo.
La propia Fox desyerba, mantenía y cultivaba algodón, cada año cosechaba y criaba solo lo mejor en color y fibra. Fox incluso cruzó su algodón marrón con algodón blanco tradicional para producir cultivos con fibras más largas y fuertes para enhebrar. Cada color de algodón requiere aproximadamente diez años de cultivo antes de que pueda venderse en el mercado. Su trabajo refleja e impulsó la innovación en el campo científico de la ingeniería genética .

## Legado
Si bien Fox no fue la primera persona en inventar ni cosechar algodón de color natural, fue la primera en inventar una especie de algodón de color natural que podría hilarse en hilo a través de una máquina. El algodón de color natural tiene fibras cortas y débiles que tradicionalmente requerían horas y horas de costoso enhebrado manual. El algodón blanco tiene fibras más fuertes y más largas que pueden ser enhebradas por una máquina. Sin embargo, el proceso de blanqueo del algodón blanco no es ecológico, creando grandes cantidades de contaminación como subproducto. El algodón de Fox fue una puerta de entrada para la industria textil para ver cómo se podía hacer ropa de buena calidad y priorizar la salud del medio ambiente. Además, Fox cultiva todo su algodón sin pesticidas ni pesticidas químicos, promoviendo y alentando aún más a los agricultores y las industrias textiles a cultivar productos ecológicos. 
Fox y su trabajo han aparecido en Civil Eats, Core77, Sacramento Bee, y Popular Mechanics.

## Premios
- United Nations Programme Award.[5]
- 1992: Edison Award for Environmental Achievement by the American Manufacturing Association.
- Green Award from Green Housekeeping Magazine.
- 1993: IFOAM - Organics International Organic Cotton Recognition Award.